# Māyakonda
Māyakonda är en ort i Indien.   Den ligger i distriktet Davanagere och delstaten Karnataka, i den södra delen av landet, 1 600 km söder om huvudstaden New Delhi. Māyakonda ligger 648 meter över havet och antalet invånare är 6 445.
Terrängen runt Māyakonda är platt. Runt Māyakonda är det ganska tätbefolkat, med 248 invånare per kvadratkilometer. Närmaste större samhälle är Chikjājūr, 19,1 km söder om Māyakonda. Trakten runt Māyakonda består till största delen av jordbruksmark.